# Ricardo Gil
Ricardo Gil (Madrid, 1 de febrero de 1853 -  Madrid, 1 de diciembre de 1907) fue un poeta español, precursor del modernismo.

## Biografía
Se educó en Murcia y tras licenciarse en Derecho, carrera que no llegó a ejercer, se instaló en dicha ciudad. Llevó una existencia tranquila y ajena a la barahúnda literaria y colaboró en algunos periódicos y revistas, como Blanco y Negro, Revista Contemporánea u Hojas Selectas, entre otros. Se enamoró de una dama húngara, Isabelle von Pekovick, a la que hacen referencia sus versos. Su obra pasó inadvertida durante mucho tiempo. Murió en Madrid el primero de diciembre de 1907 y sus restos mortales, trasladados a Murcia, actualmente reposan en el cementerio de Nuestro Padre Jesús (Espinardo, Murcia). 

## Obra
Adscrito al grupo de los precursores españoles del Modernismo (Manuel Reina, Salvador Rueda y Manuel Paso, publicó De los quince a los treinta (Madrid, Manuel G. Hernández, 1885), donde se notan los influjos de las leyendas narrativas de José Zorrilla, de Ramón de Campoamor y, sobre todo, de Gustavo Adolfo Bécquer, a cuya inspiración pertenecen los mejores poemas. Destacan los sonetos, en especial el titulado "Pereza", y poemas ya característicamente propios, como "El último juguete". Se halla cerca del Simbolismo en poemas como "La guitarra" y "El elefante blanco". También asoma el alegorismo moralizante de Gaspar Núñez de Arce. Tiene como mérito utilizar una gama variada de versos y combinaciones métricas y un acusado sentimentalismo. Más renovador y maduro es su segundo libro de poesía, La caja de música (Madrid, La España Editorial, 1898), becqueriano y con gusto por los temas orientales, y donde asoma un malestar propio de la época de Soledades de Antonio Machado y Arias Tristes de Juan Ramón Jiménez; pero también están presentes Bécquer y Campoamor. Será traducido al italiano, francés, alemán y ruso. Aparecen los paraísos artificiales, en obras como "Morfina"; la adicción a esta droga sirve para consideraciones morales poco convincentes. 
Con qué alegría
sentí correr el bienhechor torrente
por mis arterias que el dolor rompía!

Curiosamente, a partir de ese momento, el poema deriva hacia una glorificación incondicional del sufrimiento y el dolor como vías de superación moral y espiritual:

Y sufrí; que del hombre la grandeza
sólo en sufrir consiste
.............................
¡Suprimir el dolor!... ¡Necia quimera!...
La existencia sin él fuera mezquina.
¿Suprimiréis la rosa por la espina?
Sin el dolor, el hombre, ¿qué supiera
de su estirpe divina,
ni cómo pensaría en el mañana?...
"Va de cuento" recrea el mundo de princesas y caballeros tan caro a Rubén Darío, y está compuesto en serventesios de dodecasílabos, metro típicamente modernista. En la técnica impresionista destaca "Aguafuerte" y el poema "El secreto" posee esa atmósfera de ensueño que se identifica habitualmente con muchos poemas modernistas.
Sólo publicó otro poemario más, el póstumo El último libro. Poesías (1905), una colección que se puede dividir en tres partes: una de poemas narrativos de mediana extensión, entre ellos "Mater dolorosa", sobre el desastre de 1898; otra Cartas íntimas, epístolas en verso, y por último Ideas sueltas. El libro fue reimpreso luego con el título El último libro. Poesías no coleccionadas é inéditas (Murcia: Sucs. de Nogués, 1909). De hondo pensar y muy íntimo sentir, su poesía posee una gran calidad formal. Luna Guillén ha reconstruido un libro más, el Libro de bocetos, compuesto por 19 textos en prosa que pueden definirse como greguerías sentimentales a causa de su carácter conceptuoso. Sus Obras completas se publicaron en tres tomos en Murcia: Tip. San Francisco, 1931.
- Poema antologado: "Tristitia rerum".